# Deltazuur
Deltazuur, of dihydroxycyclopropenon is een organische verbinding met de formule {\displaystyle {\ce {C3H2O3}}}. Het kan beschouwd wordenals een keton en tweevoudig alcohol van cyclopropeen. Bij kamertemperatuur is het een stabiele, witte, vaste stof, oplosbaar in ether. Tussen 140 °C en 180 °C ontleed de stof, soms explosief. Hij reageert langzaam met water.
De synthese van deltazuur is voor het eerst beschreven in 1975.

## Derivaten

### Deltaat
Deltazuur wordt als zuur benoemd omdat het een zeer zuur eendiol is: de hydroxylgroepen verliezen heel makkelijk hun H+-ionen: pKz1 = 2.57, pKz2 = 6.03. Daarmee is dit zuur vergelijkbaar met fosforzuur in zijn eerste twee ionisatiestappen. Het resultaat van het protonverlies is een symmetrisch deltaat-ion, {\displaystyle {\ce {C3O3^{2-}}}}. De lading is gelijkmatig over de drie zuurstofatomen verdeeld, elk met een volwaardige negatieve lading. De drie koolstof-atomen vormen een aromatische ring met twee elektronen en eenwaardig positief. De totale lading van het deltaat ion blijft daarmee tweewaardig negatief. Net als de andere cyclische di-anionen met de formule {\displaystyle {\ce {C_{n}O_{n}^{2-}}}} heeft het deltaat-ion een uitgesproken aromatisch karakter.
De eerste beschreven zouten, deltaten, lithium- en kaliumdeltaat dateren van 1976. Het lithiumzout, {\displaystyle {\ce {Li2C3O3}}} is een witte, wateroplosbare vaste stof.

### Analoga
Door vervanging van de drie zuurstof-atomen in deltazuur ontstaan analoga.

#### Cyaanamide
Vervanging van de zuurtof-atomen door Cyaanamide-groepen, {\displaystyle {\ce {=N-C#N}}} geeft het symmetrische anion {\displaystyle {\ce {C3(NCN)3^{2-}}}}.

#### Dicyanomethyleen
Vervanging van de zuurstof-atomen door dicyanomethyleen-groepen, {\displaystyle {\ce {=C(CN)2}}}, levert een sterke oxidator op die makkelijke zowel eenwaardige stabiele radicaal-anionen oplevert als tweewaardige anionen.

## Synthese
De eerste synthese van deltazuur verliep via de fotolyse van de di-ester bis(trimthylsilyl)sqaraat, {\displaystyle {\ce {((CH3)3SiO)2(C4O4)}}}, die door verlies van een {\displaystyle {\ce {CO}}}-groep overging in bis(trimthylsilyl)deltaat. Ontleding van de ester in butanol leidde tot deltazuur.
Een tweede syntheseroute verloopt via de reactie van zilversquaraat met trimethylsilylchloride.
Een meer recente synthese maakt gebruik van een uranium-complex in pentaan waarmee onder milde omstandigheden een cyclotrimerisatie mogelijk is van koolstofmonoxide. Het resultaat is een deltaat-ion, gebonden aan twee uranium-atomen.